# 李鸞 (成化己丑進士)
李鸞（1439年—？），字廷儀，河南汝寧府確山縣人，民籍。明朝政治人物。同進士出身。

## 生平
河南鄉試第三十二名。成化五年（1469年）乙丑科會試第一百四十六名，殿試登第三甲第一百二十六名進士。成化二十三年（1487年）任直隸上海縣知縣。

## 家族
曾祖父李順中。祖父李榮，曾任訓導。父亲李延豐。